# 비토리오 아메데오 2세
비토리오 아메데오 2세(Vittorio Amedeo II, 1666년 5월 14일 ~ 1732년 10월 30일)는 사르데냐 왕국의 국왕이다. 카를로 에마누엘레 2세의 아들로, 1675년 아버지의 뒤를 이어 사보이아 공작이 되었다. 1684년 루이 14세의 조카딸이자 오를레앙 공작 필리프 1세의 딸인 오를레앙의 안나 마리아와 결혼했다. 스페인 왕위 계승 전쟁으로 체결된 위트레흐트 조약으로 시칠리아 왕국의 국왕이 되었고, 1720년에는 시칠리아 왕위를 내놓는 대신 사르데냐 왕국을 받아 사르데냐 국왕이 되었다. 1730년 아들 카를로 에마누엘레 3세에게 왕위를 물려주고 2년 뒤 죽었다.

## 자녀
오를레앙의 안나 마리아와의 자녀들
| 사진 | 이름                           | 생일             | 사망                  | 기타                           |
| ---- | ------------------------------ | ---------------- | --------------------- | ------------------------------ |
|      | 마리아 아델라이데 디 사보이아  | 1685년 12월 6일  | 1712년 7월 17일(26세) | 프랑스 왕세손 루이와 결혼, 3남 |
|      | 마리아 안나                    | 1687년           | 1690년                | 요절                           |
|      | 마리아 루이사 디 사보이아 왕녀 | 1688년 11월 17일 | 1714년 2월 14일(25세) | 스페인 펠리페 5세 왕비, 4남    |
|      | 피에몬테 공 비토리오 아메데오  | 1699년 5월 6일   | 1715년 3월 22일(15세) | 요절                           |
|      | 카를로 에마누엘레 3세          | 1701년 4월 27일  | 1773년 2월 20일(71세) | 샤르데냐 국왕, 6남 4녀         |
|      | 에마누엘레 필리베르토          | 1705년           | 1705년                | 요절                           |